# Catedral de Santa María (Conakri)
La Catedral de Santa María (en francés: Cathédrale Sainte-Marie) es un importante lugar de culto cristiano en Conakri, la capital del país africano de Guinea. El edificio amarillo y rojo es de considerable interés arquitectónico. Monseñor Raymond René Lerouge puso la primera piedra de la Catedral en 1928. La catedral fue construida en la década de 1930, y tiene una arquitectura impresionante, con elementos de diseño ortodoxos. El Palacio presidencial está detrás de la catedral. Al frente esta el Ministerio de Educación Superior e Investigación Científica. La catedral es el principal lugar de culto de la Arquidiócesis de Conakry, establecida el 18 de octubre de 1897 como la Prefectura Apostólica de la Guinea Francesa, y ascendido a su actual rango el 14 de septiembre de 1959. A partir de mayo de 2003, su arzobispo es Vincent Coulibaly. Como el pueblo de Guinea es mayoritariamente musulmán, la catedral no tiene una gran congregación.

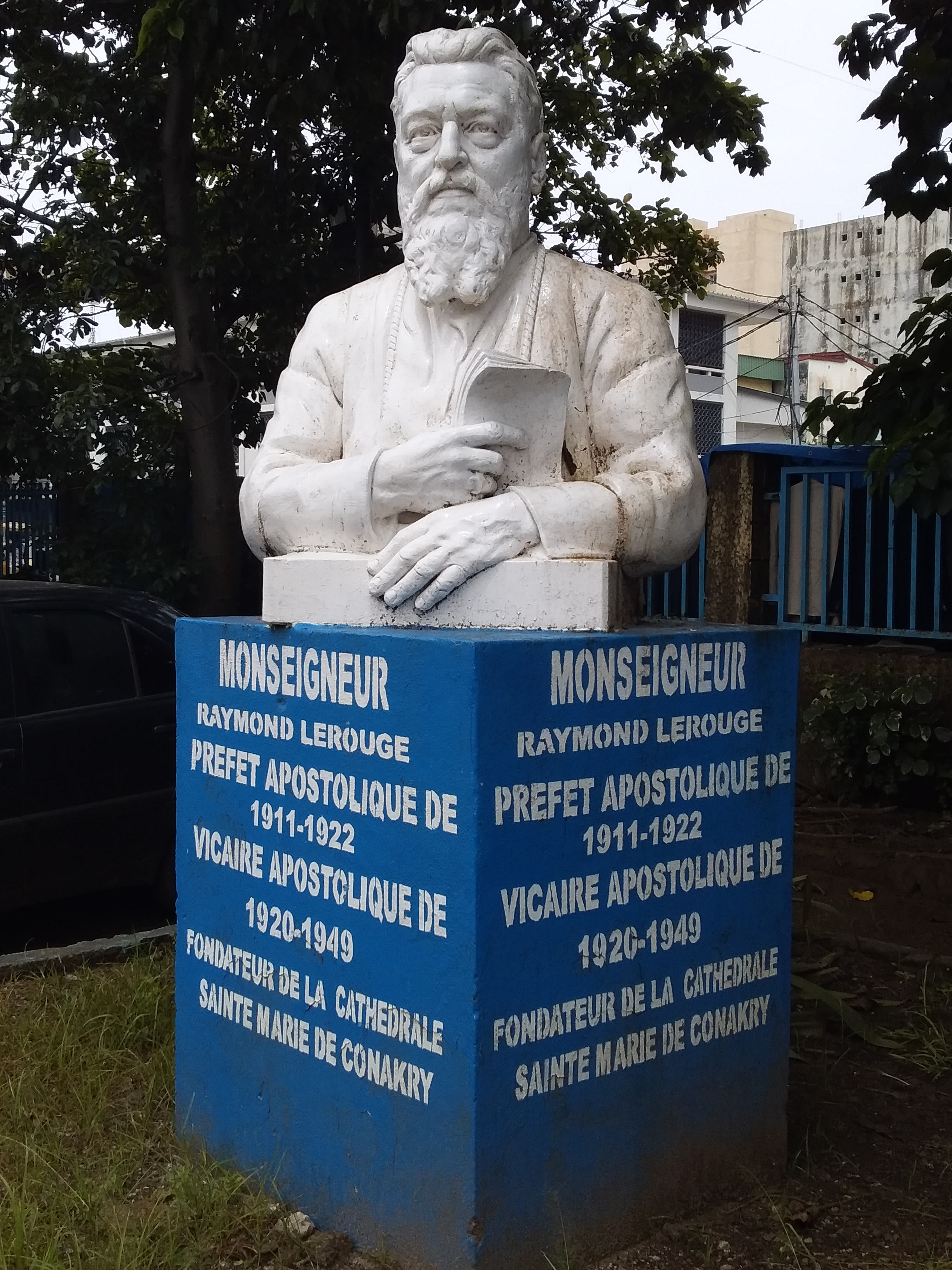